# Bikya
Le bikya (ou furu) est une langue bantoue éteinte qui était parlée dans le Nord-Ouest du Cameroun, dans le département du Menchum, aux environs de Furu-Awa. Elle fait partie des 19 langues camerounaises qui ont disparu entre 1983 – date de publication du premier Atlas linguistique du Cameroun – et 2004.